# What It Feels Like for a Girl
"What It Feels Like for a Girl" é uma música gravada pela cantora estadunidense Madonna para seu oitavo álbum de estúdio, Music (2000). Foi lançado como o terceiro e último single do álbum em 17 de abril de 2001, pela Maverick Records. Madonna e Guy Sigsworth escreveram e produziram a música com David Torn como co-escritor e Mark "Spike" Stent como co-produtor. "What It Feels Like For a Girl" é uma música eletrônica de ritmo intermediário e synth-pop. Liricamente, transmite o duplo padrão da sociedade em relação às mulheres, abordando mitos prejudiciais sobre a inferioridade feminina. Para enfatizar a mensagem, a música começa com uma amostra de palavras da atriz Charlotte Gainsbourg no filme britânico de 1993, The Cement Garden. Uma versão em espanhol da faixa, "Lo Que Siente la Mujer", foi traduzida por Alberto Ferreras e incluída na edição latino-americana da música.
A música recebeu revisões positivas da maioria dos críticos de música, que a declararam como um destaque do álbum, enquanto também a consideravam um dos empreendimentos musicais mais maduros da carreira de Madonna. Comercialmente, "What It Feels Like for a Girl" alcançou o top 10 das paradas na Austrália, Canadá, Dinamarca, Escócia, Espanha, Finlândia, Romênia e Reino Unido. Nos Estados Unidos, alcançou o número 23 na Billboard Hot 100 e o número 1 na parada Dance Club Songs.
Um videoclipe que acompanha a música foi dirigido pelo então marido de Madonna, Guy Ritchie, e estreou em 22 de março de 2001. Apresenta a cantora como uma mulher imprudente em uma onda de crimes. O vídeo foi criticado por representar violência e abuso, o que fez com que a MTV só o exibisse antes das 21h. O single também foi lançado em DVD e se tornou a maior venda semanal de um lançamento em DVD nos Estados Unidos. Madonna apresentou a faixa nos shows promocionais do Music em novembro de 2000 e em sua Drowned World Tour 2001, em que uma versão remixada foi usada como interlúdio em vídeo e também em espanhol. A música foi regravada pelos atores da série de televisão Glee, durante o episódio "O Poder de Madonna", e foi incluído no EP que o acompanha.

## Antecedentes e desenvolvimento
Após o sucesso crítico e comercial de seu sétimo álbum de estúdio, Ray of Light (1998), Madonna pretendia embarcar em uma turnê em setembro de 1999, mas devido ao atraso de seu filme, The Next Best Thing (2000), a digressão foi adiada. Ela lançou singles avulsos como "Beautiful Stranger" (1999) e um cover de "American Pie", de Don McLean (2000). A cantora também ficou grávida de seu filho Rocco, de seu relacionamento com o diretor Guy Ritchie. Querendo se distrair do frenesi da mídia, Madonna se concentrou no desenvolvimento de seu oitavo álbum de estúdio, Music.
Em abril de 2000, foi anunciado que o músico francês Mirwais Ahmadzaï estava criando uma mistura de músicas de dance e pop com uma sensação de música disco para o álbum. Mais tarde, também foi anunciado que ela alistou Guy Sigsworth para trabalhar com ela no álbum. A cantora seguiu o trabalho de Sigsworth, admirou seu amor pela tecnologia discreta na música e entrou em contato com ele para adicionar uma sensação de ambiente ao seu disco. Madonna tocou para ele as ásperas faixas demo desenvolvidas para a Music, incluindo as músicas criadas com Ahmadzaï. A ideia de "What It Feels Like for a Girl" veio a Madonna quando ela estava no meio da gravidez e estava tentando impedir que a mídia descobrisse. Sigsworth enviou a ela uma faixa de acompanhamento demo contendo uma amostra do filme britânico de 1993, The Cement Garden, dirigido por Andrew Birkin, em que a voz da atriz Charlotte Gainsbourg fala baixinho: "As meninas podem usar jeans e cortar o cabelo, usa camisas e botas. Porque não há problema em ser um garoto. Mas para um garoto parecer uma garota é degradante. Porque você acha que ser uma garota é degradante. Mas secretamente você adoraria saber como é .. Você não? Como é uma garota".
Madonna ouviu a frase proferida por Gainsbourg e começou a escrever a música e a melodia, resultando em "What It Feels Like for a Girl", uma faixa descrita por ela como uma queixa sobre a política dos sexos. Ela estava passando por um tumulto emocional, já que ela e Ritchie viviam em diferentes continentes. Devido à gravidez, ela decidiu se mudar para a Inglaterra para ficar perto dele. "Sendo a garota, fiz o primeiro compromisso. É aquela coisa extra que [as mulheres] têm. Eu não acho que somos melhores que os homens, mas acredito que há um cromossomo extra flexível", disse em entrevista a Ingrid Sischy do Interview. Madonna refletiu sobre como sua geração de mulheres havia sido incentivada a ser independente, ser educada e assumir qualquer oportunidade que a vida lhes fosse oferecida. Mas ela havia percebido que ser uma mulher inteligente e talentosa pode parecer uma ameaça aos homens, tornando-os uma vítima. Madonna questionou: "Por que alguém não me contou? Por que alguém não me avisou? E é disso que se trata essa música—engolir a pílula amarga ... Foi uma combinação disso e também me sentir incrivelmente vulnerável que inspirou a música".

## Gravação e composição
A faixa demo de Sigsworth foi o segundo de dois esboços apresentados a Madonna, e ela escolheu o que apresentou a amostra do The Cement Garden. Estava quase terminado, mas ainda era polido, para que a cantora pudesse continuar escrevendo sobre ele. Ele gravou a faixa no Sarm West Studios, em vez de seu próprio estúdio, porque ele não queria "se prejudicar" trabalhando com Madonna. A música terminou rapidamente e em quatro dias eles conseguiram criar a versão final. Desde o primeiro dia, Madonna e Sigsworth decidiram manter todos os ruídos musicais da demo. Então o produtor teve que encontrar uma maneira de reposicionar os vocais de Madonna nos segmentos, utilizando o Pro Tools em um equipamento conhecido como SSL 9000 Jconsole. Madonna insistiu que Sigsworth lhe desse um som já pronto, em vez de trabalhar na música por duas a três horas. Dessa forma, eles saberiam se poderiam ser mantidos ou rejeitados e economizariam tempo na produção. Durante a gravação, Sigsworth notou que os versos estavam fora de sincronia com a música e queria adicionar uma compasso extra, o que os ajudaria a ser coerentes. No entanto, Madonna o descartou, e ele teve que cortar a música individual para colocá-la em seu computador para acompanhar seus vocais. Sigsworth achou que a música parecia mais "fluida e mágica" e elogiou Madonna por não ter escolhido a solução. "What It Feels Like for a Girl" é uma semi—balada—eletrônica de synth-pop. Madonna e Sigsworth foram listadas como compositores e produtores na faixa com produção adicional de Mark "Spike" Stent. O guitarrista americano David Torn foi creditado como compositor adicional depois que Madonna descobriu que Sigsworth havia amostrado o álbum de Torn, de 1987, Cloud About Mercury. Stent mixou a canção no Olympic Studios de Londres. Tim Young, masterizou a faixa no Metropolis Studio em Westminster, Londres.
|                                                    | "What It Feels Like For a Girl" Uma amostra de "What It Feels Like For a Girl", uma faixa de tempo médio com letras convidando os ouvintes a se imaginarem meninas. A amostra ilustra os sons da bateria e a seção rítmica suportada pelos pads de cordas. Também ilustra quando a bateria é retirada logo antes do início do refrão. |
| Problemas para escutar este arquivo? Veja a ajuda. | |

De acordo com as partituras publicadas pelo Musicnotes.com, a música é definida em tempo comum, com um ritmo de 104 batidas por minuto. É composto na clave de E♭ major, com os vocais de Madonna variando da oitava inferior de Sol3 até a nota mais alta de Si4. A música tem uma sequência de D♭maj9–E♭/F-A♭ durante os versos eF9sus4–A♭-D♭maj9-E♭ durante o coro como sua progressão de acordes. A faixa começa com o monólogo de Gainsbourg, que é seguido por sons de bateria, uma seção de ritmo apoiada por cordas e a sequência de acordes que destaca a melodia. Madonna canta sobre uma linha de sintetizador no primeiro verso, "Lábios macios e sedosos como doces, bebê / jeans azuis justos, pele que aparece em remendos", em um tom suave e feminino, que é impulsionado por uma "batida fria" e lambidas de baixo filtradas. A produção ambiente tem vários sons flutuando dentro e fora da faixa, reverberação e vocais longos sendo puxados para trás.
Quando o pré-refrão termina, a bateria é retirada e adicionada imediatamente, o refrão começa, lavado pelas teclas e almofadas das marés, e Madonna faz a pergunta: "Você sabe o que é uma garota?". Phil Dellio, do The Village Voice, notou a presença do sintetizador "tipo teia de aranha" em segundo plano, enquanto o autor Rikky Rooksby destacou o baixo equalizado no centro da produção. Outro recurso característico de Sigsworth é o som de um CD player "pulando" durante a música. Uma versão em espanhol da faixa, intitulada "Lo Que Siente la Mujer", foi traduzido por Alberto Ferreras e incluído como o lado B do CD maxi single dos EUA, bem como no disco bônus da edição Special Music Tour de 2001 e como faixa bônus nas edições espanhola e latino-americana. Stan Hawkins, autor de Critical Musicological Reflections, sentiu que, ao mudar "menina" para "mulher" na versão espanhola, Madonna "atualizou" sua natureza. Liricamente, "What It Feels Like For a Girl" condena o chauvinismo masculino, abordando mitos prejudiciais sobre a inferioridade feminina e o papel feminino na sociedade, com a cantora convidando os homens a se imaginarem mulheres.

## Lançamento e remixes
"What It Feels Like for a Girl" foi inicialmente planejado para ser o segundo single do álbum, mas "Don't Tell Me" foi escolhido. A música foi finalmente lançada como o terceiro single do álbum em 17 de abril de 2001.  Após o lançamento, vários remixes foram encomendados, criados por Above & Beyond, Victor Calderone, Richard "Humpty" Vission, Paul Oakenfold e Tracy Young. O "Velvet Masta Mix", criado por Richard Vission, deu à música uma introdução de baixo pesado e um groove mais engraçado. Vission lembrou que Madonna havia recusado seu primeiro mix e pediu que ele o refizesse novamente. O "Dark Side Mix" de Calderone era mais suave, confiando mais em percussões, enquanto o mix de Tracy Young incluía instrumentação de harpa. Jose F. Promis, do AllMusic, elogiou em particular a versão Oakenfold por "transformar a música em um massacre intenso em clubes de arena". O remix Above & Beyond, que foi usado para o videoclipe, apresenta batidas fortes e rítmicas e removeu os versos de Madonna, deixando apenas o refrão e repetindo a amostra de Charlotte Gainsbourg várias vezes no meio.
A dupla de produção Thunderpuss foi contratada para fazer um remix oficial de "What It Feels Like for a Girl". No entanto, quando eles estavam quase terminando, um remix não oficial, creditado como "The Thunderpuss Mix", vazou na internet. Durante uma entrevista ao About.com, Barry Harris, do grupo, lembrou que eles estavam trabalhando no remix e estavam esperando que fosse aprovado quando receberam uma ligação da Warner Bros. Records, informando que o remix estava circulando na Internet. Ambos Chris Coxe Harris tentou descobrir o problema e concluiu que alguém havia renomeado o original com o nome do grupo e o lançado. Thunderpuss ainda tentou convencer os executivos da gravadora, mas falhou e o remix foi cancelado.

## Análise da crítica
Após o lançamento, a música recebeu elogios dos críticos de música. Rikky Rooksby escreveu em seu livro The Complete Guide to the Music of Madonna (2004), que "What It Feels Like for" era a melhor faixa do Music. A autora Lucy O'Brien descreveu a música como tendo um "senso de raiva lindamente executado" em sua biografia de 2007, Madonna: Like an Icon. Comparando com o single de Madonna, "Express Yourself", de 1989 , O'Brien chamou a música de "pop feminino". Stephen Thomas Erlewine do AllMusic escolheu a canção como um dos destaques do álbum, chamando-a de "ótima faixa de tempo médio". Sal Cinquemani da Slant sentiu que "Madonna revelou mais de si do que nunca [na música]. Já não envolta com a espiritualidade pedante, ela tornou-se ainda mais humana [...] revelando sua alma em 'What It Feels Like For A Girl'". No entanto, em sua revisão de GHV2, Cinquemani sentiu que a faixa estava "amplamente perdida em meio aos sons convencionais do último single de Music" e chamou a faia de oferta menos dinâmica do álbum, dando uma classificação C–. Eric Henderson, da mesma revista, escreveu que "ocasionalmente, e apenas ocasionalmente, o alcance de Madonna excede seu alcance. "What It Feels Like For A Girl" é um desses casos. Suas intenções parecem mais detalhadas no controverso videoclipe do que na própria música".
Nathan Smith, do Houston Press, opinou que era "uma das performances vocais mais reais e maduras de sua carreira, enquanto explora suavemente o duplo padrão enfrentado por mulheres ambiciosas". Escrevendo para o Gay Star News, Joe Morgan chamou-lhe de um "lembrete claro que Madonna pode escrever algumas letras incríveis". Ao escrever para a Entertainment Weekly, o jornalista David Browne relegou a faixa como "um 'Into the Groove' mais velho e mais sábio", destacando sua" batida suavemente acolchoada e letras genuinamente empáticas". Danny Eccleston da revista Q escolheu-o como uma faixa de destaque do álbum. Cynthia Funchs, do PopMatters, escolheu a música como sua favorita no álbum, chamando-o de "excelente" com "doces, batidas encantadoras". Eamon Sweeney da Hot Press, acharam similar, em tom e textura, ao single "Smoke", de Natalie Imbruglia, de 1998. Jon Pareles, do The New York Times, chamou de "declaração quase feminista de Madonna". Barry Walters, da Rolling Stone. chamou de "tão musicalmente gentil quanto liricamente farpado".
Garry Mulholland, do The Guardian, elogiou sua "atmosfera melancólica e ar ambíguo". Também do The Guardian, Maddy Costa pensou que a faixa era "requintada", acrescentando "em 'What It Feels Like for a Girl', você sente que é a Madonna de antigamente, falando sobre ser uma vadia pop e fazer você se arrepiar. com suas letras banais". Escrevendo para a Billboard, Larry Flick descreveu a faixa como "uma geleia de tempo médio carregada de ganchos que [...] deveria dar à geração de adolescentes ouvintes Britney/Christina um pouco de reflexão", destacando sua "perspectiva maternal e estimulante". Também da Billboard, Chuck Taylor o chamou de "um dos empreendimentos musicais mais substanciais – e maduros – da carreira [de Madonna]", enquanto desloca sua versão remix por "reduzir a música a um monte de batidas sem sentido, sem nenhuma sugestão dos versos". Alex Pappademas, do Spin, apontou que a música "ostenta o brilho mais sexy de sintetizador deste lado de "Genie in a Bottle" [de Aguilera]'". Phil Dellio, do The Village Voice, achou que a música era "a resposta perfeita para o romance The Virgin Suicides (onde os meninos de fato ficam do lado da rua olhando sem entender as garotas)". Em uma nota mais crítica, Richard LaBeau, do Medium, da opinião de que "com uma produção melhor, poderia ter sido um verdadeiro clássico". A revista online Queerty achou que a versão em espanhol "Lo Que Siente la Mujer" era "um esforço, presumimos, para provar que ela sabe falar espanhol, caramba! Ou pelo menos memorize palavras suficientes para parecer que ela sabe".

## Videoclipe

### Antecedentes e sinopse

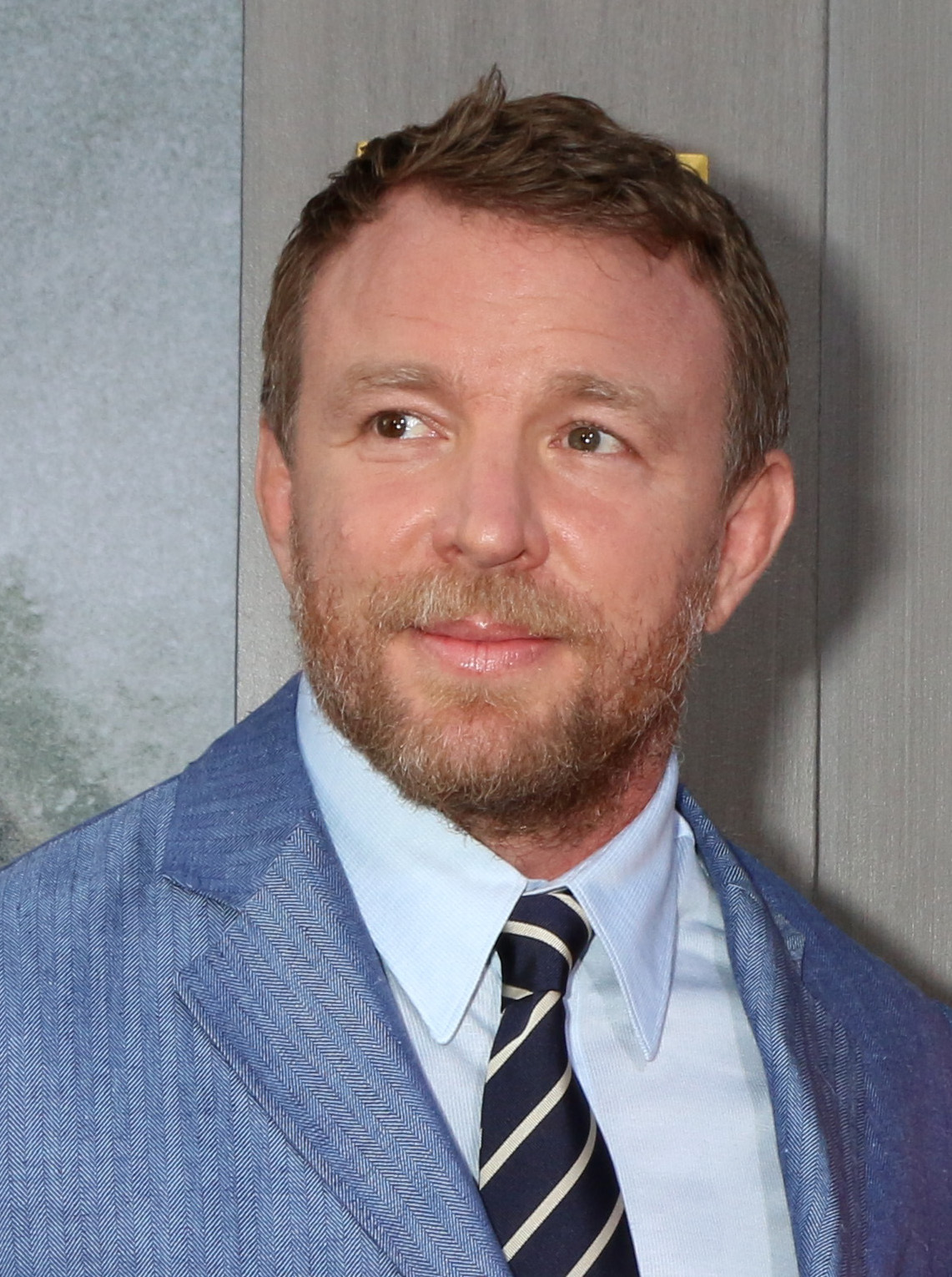
O videoclipe foi dirigido pelo então marido de Madonna, Guy Ritchie (foto).

Em fevereiro de 2001, o cineasta inglês Guy Ritchie, então marido de Madonna, disse que planejava trabalhar juntos em seu novo videoclipe: "Criativamente, gostamos do mesmo tipo de coisas, então faz sentido". Um mês depois, Madonna revelou a Ingrid Sischy que o vídeo seria para "What It Feels Like for a Girl", que ela achou "irônico porque [Ritchie] é um homem tão machista, e seus filmes são muito testados com testosterona, mas eu perguntei a ele há muito tempo que música do álbum ele mais gostava, e essa foi a única". As filmagens ocorreram em Los Angeles, EUA. Segundo Madonna, ela retratou uma "garota niilista" no clipe, fazendo coisas contra as quais as garotas geralmente são recomendadas. O vídeo não apresentava a versão original da música, mas o remix de Above & Beyond já que a cantora disse que "queria uma combinação visual e uma mistura de dança vanguardista".
ENREDO
O clipe inicia com a artista num quarto de motel se preparando para sair. Em seguida, ela deixa o quarto levando uma maleta, vai até o estacionamento e, fazendo uma ligação direta, furta um Chevrolet Camaro 1978 amarelo, com as palavras "vagina" e "gata" escritas nas placas de identificação dianteira e traseira, respectivamente. 
Ela dirige até uma casa de repouso para buscar uma mulher idosa. Depois disso, ao pararem num semáforo, elas se deparam com três jovens a bordo de um Ford Thunderbird azul. Um deles, joga um beijo pra Madonna, o que leva a cantora a fazer uma manobra em 360° e colidir, de propósito, na lateral do Thunderbird. Em seguida, usando uma arma de eletrochoque, rouba um homem que sacava dinheiro de um caixa eletrônico. Daí, ela vai a uma lanchonete e, com o dinheiro roubado, compra lanches para ela e a idosa que a está acompanhando. Ao ver que há dois policiais ao lado de uma viatura, a cantora raspa propositadamente a lateral do seu carro contra a viatura estacionada e segue em frente. Daí, resolve dar marcha a ré, saca uma arma de brinquedo, aponta para os policiais e esguicha água contra eles. Estes correm para a viatura para iniciar a perseguição à motorista infratora, mas, ao perceber que está sendo seguida pela polícia, Madonna freia bruscamente, fazendo com que o carro de polícia bata na traseira do seu carro.
Ela então segue até um espaço em que está ocorrendo uma partida de hóquei e atropela intencionalmente um dos jogadores, os quais revoltados, jogam seus bastões e outros objetos contra o Camaro. Por fim, Madonna vai até um posto de gasolina e furta um Pontiac Firebird Trans Am vermelho que está sendo reabastecido. Ao perceber o furto, o dono do carro tenta pegar a ladra, mas acaba sendo atropelado por ela. Na fuga, Madonna bate contra uma bomba de combustível e a arranca, fazendo jorrar gasolina no posto. Depois, a cantora joga um isqueiro aceso no chão encharcado de combustível, resultando numa explosão do referido posto.
As cenas seguintes mostram Madonna no quarto de motel escolhendo, dentre várias, qual identidade falsa irá usar. Ao sair do quarto e bater a porta, o último algarismo (9) do número do quarto (669) cai e se transforma no número 6, formando o número 666. Também é mostrado que a idosa que acompanha Madonna está na casa de repouso colocando caneleiras em suas pernas antes de partir com a cantora. Na cena final, Madonna colide frontalmente o Firebird Trans Am furtado contra um poste em um aparente ato de suicídio.

### Lançamento e controvérsia

Cena do videoclipe retratando Madonna apontando para dois policiais, uma arma de brinquedo que esguicha água. Ao lado dela, está uma mulher idosa.

Após o lançamento, o vídeo foi criticado por seu conteúdo violento. Os canais de música MTV e VH1 disseram que ele não seria adicionado à sua programação regular nos EUA e seria transmitido apenas uma vez, durante um programa de notícias e depois seria completamente banido. Este foi o terceiro vídeo de Madonna a ser banido pelo canal, após "Justify My Love" (1990) e "Erotica" (1992). "What It Feels Like for a Girl" foi ao ar em 20 de março de 2001, às 23h30, após uma introdução do âncora da MTV News, Kurt Loder. Liz Rosenberg, a publicitária de Madonna, divulgou um comunicado pedindo aos canais "que se comprometam com a exibição deste vídeo, [...] existem muitas outras possibilidades que podemos explorar, mas nossa primeira opção sempre foi o VH1 e a MTV, reproduzirem [o vídeo], e mais de uma vez". Em 2002, o vídeo foi exibido na íntegra na MTV2 como parte de uma contagem regressiva especial dos vídeos mais controversos do ano.
Três dias depois, o clipe foi exibido várias vezes no Oxygen como parte de sua série musical "Daily Remix". Uma porta-voz da Oxygen disse que a decisão de veicular o vídeo várias vezes foi porque "nossa população demográfica é de mulheres de 18 a 49 anos [...] mais velhas que as da MTV". Outros canais, como o MuchMusic, seguiram e transmitiram o vídeo várias vezes ao longo do dia e da noite. Norm Schoenfield, vice-presidente de programação da MuchMusic, divulgou um comunicado dizendo "[o vídeo] não é mais ou menos violento do que o que as crianças veem na TV todos os dias. Nós não ficamos ofendidos por ele e o tratamos como qualquer outro vídeo de Madonna". Só porque a MTV não está tocando, não significa que não podemos". Schoenfield também criticou a decisão de lançar um aviso consultivo ao lado do vídeo porque "é responsabilidade do artista fazer isso". No entanto, em outras redes canadenses o videoclipe foi ao ar somente depois das 21h, acompanhado de um aviso prévio. Também houve conversas sobre a exibição do vídeo na HBO, mas isso nunca aconteceu.
Após a controvérsia com a MTV, a Warner Bros. Records assinou um acordo com a AOL para exibir o vídeo on-line em seus fóruns de música. "Nosso trabalho como gravadora é conseguir exposição para o vídeo. Então, quando a gravadora não conseguiu que a Viacom se comprometesse a mostrar o vídeo, começou a conversar com outros meios de comunicação", explicou Rosenberg. Em 24 de abril de 2001, o vídeo foi lançado em formato DVD com o disco com qualidade de som PCM. Ele estreou na tabela Top Music Video da Billboard no número dois com 6.200 cópias vendidas, a maior soma para um DVD single desde clipe de "Music", que vendeu 4.200 cópias em setembro de 2000. Mais tarde, o clipe foi incluído na compilação de Madonna em 2009, Celebration: The Video Collection. Quanto ao conteúdo violento, Madonna disse que sua intenção era "fazer as pessoas fazerem perguntas e abrirem diálogos". Rosenberg explicou ao Daily News que o clipe contava a história de uma mulher que provavelmente havia sido abusada e o chamou de "uma espécie de filme anti-violência. Não posso imaginar que alguém queira boicotá-lo". O aparente suicídio no final teve referências da mitologia grega, segundo Ritchie.

### Análise da crítica
David Bianculli, do New York Daily News, sentiu que "Madonna sempre manteve seus vídeos e imagens pelo menos tão frescos quanto sua música. 'What It Feels Like for a Girl', no entanto, é uma péssima tentativa de chamar a atenção, prometendo controvérsia". Da mesma forma, Carla Hay, da Billboard, concluiu que o vídeo não fez jus ao seu conteúdo lírico. George Lang, do The Oklahoman, chamou-o de pior clipe da cantora e criticou as habilidades de direção de Ritchie; "ele tem um grande senso visual, mas seu trabalho muitas vezes carece de profundidade. Tanto seu patrimônio quanto seu débito estavam em ampla evidência no [vídeo]". Nicholas Fonseca, do Entertainment Weekly, atribuiu ao vídeo uma classificação de C e opinou que "De fato, as meninas provavelmente podem encontrar mais poder copiando a provocativa dança da cadeira de Britney Spears em seu vídeo 'Stronger'". Mas ele criticou a decisão da MTV de proibir o clipe quando eles exibiram vídeos muito mais violentos no canal.
Eden Miller, do PopMatters, ecoou esse sentimento, acrescentando que a MTV transmitiu vídeos como o "Stan" de Eminem, no qual o personagem principal dirige seu carro por uma ponte com sua namorada grávida amarrada no porta-malas, ou "Rock DJ" de Robbie Williams, na qual o cantor tira a pele com detalhes gráficos. Miller relegou a proibição por Madonna ser mulher" e a ideia de uma mulher agredindo homens é algo que a rede simplesmente não pode ter. Isso é o que é tão perturbador. E isso é realmente o que parece sentir uma garota (fazendo uma analogia ao título da música)". Ao escrever para o San Francisco Chronicle, Neva Chonin acusou o vídeo de ser uma jogada de marketing e acreditava que a cantora sabia que isso resultaria em controvérsia e aumentaria as vendas em meio à publicidade. No entanto, ela elogiou por ser um acompanhamento da estética de Madonna e mudar sua aparência desde o início de sua carreira. Chonin percebeu que ao fazer o vídeo violento, Madonna provou o conceito da música ainda mais, fazendo uma garota se comportar violentamente no lugar de um menino. Louis Virtel, do Backlot classificou-o como o 12º melhor vídeo da cantora, chamando-o de "a melhor colaboração (Madonna / Guy Ritchie): [...] Ela é arrepiante e totalmente confiante. É sua performance mais assustadora em um videoclipe, e quando ela agrada o carro a um grupo de estranhos, sua resposta estoica é o maior momento de um videoclipe dos anos 2000". O autor Andrew Morton opinou que o vídeo era "inteiramente consistente com os temas que Madonna tem explorado nos últimos vinte anos, a relação entre os sexos, a ambiguidade de gênero e o conflito não resolvido, para mulheres em uma sociedade patriarcal de ser totalmente feminina e sexual enquanto exerce controle sobre suas vidas".
Segundo Santiago Fouz-Hernández e Freya Jarman-Ivens, autores dos Madonna's Drowned Worlds, o vídeo representava a fantasia feminina de se comportar como um "garoto rebelde" e fazer coisas associadas aos homens. Eles apontaram a cena em que Madonna pisca para três caras em um sinal de trânsito pouco antes de baterem no carro, pois sentiram que, naquela cena em particular, ela estava "virando o jogo sobre a violência contra os homens para quem esse comportamento é considerado normal e colocando-os no extremo receptor da violência, uma posição geralmente reservada para as mulheres". Eles notaram que, ao contrário dos vídeos anteriores de Madonna, que foram proibidos por temas religiosos ou sexualidade, a MTV considerou a violência um crime. Mesmo usando o remix no clipe, mudou a natureza feminina e agridoce da música para algo mais rápido e mais difícil, adjetivos geralmente reservados para meninos. Os autores concluíram que, como sempre, Madonna inverteu os papéis tradicionais e a caracterização de homens e mulheres no clipe.

## Apresentações ao vivo e versão cover

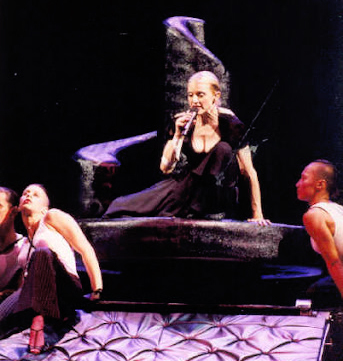
Madonna performando "Lo Que Siente la Mujer", a versão em espanhol de "What It Feels Like for a Girl", durante a Drowned World Tour (2001).

"What It Feels Like for a Girl" foi apresentado nos shows promocionais do álbum Music em novembro de 2000 no Roseland Ballroom de Nova Iorque e na Brixton Academy de Londres. Em Nova Iorque, Madonna dedicou a música à cantora Britney Spears, enquanto usava uma blusa com o nome de Spears impresso. Para a apresentação em Londres, ela usava uma blusa diferente impressa com os nomes do filho Rocco e da filha Lourdes. Cerca de 3.000 fãs assistiram ao show em Londres, que foi transmitido pela Internet. Mais de nove milhões de pessoas assistiram ao show, de acordo com Nicky Price, representante da Microsoft.MSN, produtor do webcast. Tornou-se o webcast mais visto de todos os tempos, superando o desempenho de Paul McCartney nos "clássicos do rock and roll dos anos 50" no The Cavern Club, em Liverpool, em dezembro de 1999, que foi visto por uma audiência de cerca de três milhões.
Para a Drowned World Tour de 2001, um remix da faixa foi usado como um interlúdio em vídeo. Dançarinos vestindo trajes inspirados em anime e mangá balançaram em uma sequência de inspiração japonesa, enquanto os cenários mostravam cenas de uma garota nua sendo perseguida, presa e abusada sexualmente. Os clipes foram tirados do filme  Perfect Blue de Satoshi Kon, de 1997, intercalados com imagens do anime hentai Urotsukidōji. Ao escrever para a MTV News, Rob Mancini opinou que o vídeo do interlúdio "aumentou ainda mais o fator sombrio do programa". Na mesma turnê, Madonna apresentou a versão em espanhol da música, "Lo Que Siente La Mujer", no topo de um pódio rotativo de couro preto, vestido com calça preta e blusa preta sem costas. As dançarinas vestiam trajes masculinos, enquanto as dançarinos usavam perucas longas e espartilhos. O acadêmico Georges Claude Guilbert, autor de Madonna As Myth Postmodern, elogiou a performance por sua "ambiguidade de flexão de gênero", enquanto Sal Cinquemani, da Slant Magazine, considerou o filme "anticlimático". A apresentação em 26 de agosto de 2001, no The Palace of Auburn Hills, fora da cidade natal de Madonna, Detroit, foi gravada e lançada no álbum de vídeo ao vivo, Drowned World Tour 2001.
Em 2010, "What It Feels Like for a Girl" foi apresentado em um episódio da série de televisão americana Glee, chamada "O Poder de Madonna". No episódio, foi realizado pelos atores Cory Monteith, Kevin McHale, Chris Colfer, Mark Salling, Harry Shum Jr. e Matthew Morrison. A música foi lançada como download digital no iTunes Store e também foi incluída na trilha sonora do EP, Glee: The Music, The Power of Madonna. Chegou ao número 125 na parada de singles do Reino Unido. Em sua crítica à trilha sonora, Fraser McAlpine, da BBC News, sentiu que "a decisão de fazer todos os garotos cantarem 'What It Feels Like for a Girl' é inspirado e representa um momento musical genuinamente poderoso que não precisa da trama do programa de televisão para fazê-lo voar".

## Faixas
EU CD1
1. "What It Feels Like for a Girl (Edição de Rádio)" – 4:43
2. "What It Feels Like for a Girl (Tracy Young Cool Out Radio Mix)" – 4:45
3. "What It Feels Like for a Girl (Calderone & Quayle Dark Side Mix)" – 6:42
4. "What It Feels Like for a Girl (Tracy Young Club Mix)" – 8:45

EU CD2
1. "What It Feels Like for a Girl (Versão do Álbum)" – 4:43
2. "What It Feels Like for a Girl (Above & Beyond 12" Club Mix)" – 7:27
3. "What It Feels Like for a Girl (Paul Oakenfold Perfecto Mix)" – 7:18
4. "What It Feels Like for a Girl (Richard Vission Velvet Masta Mix)" – 8:08

## Créditos e equipe
Créditos adaptados a partir das notas do single de 12 polegadas.

### Equipe
- Madonna – vocais, compositor, produção
- Guy Sigsworth – compositor, produção, guitarra, teclados, programação
- Mark "Spike" Stent – produção, mixagem, masterização
- David Torn – compositor
- Kevin Reagan –  direção de arte, design
- Matthew Lindauer – design
- Ray Janos – corte em laca
- Jean-Baptiste Mondino –  fotografia
- Caresse Henry – gerência

## Desempenho comercial
"What It Feels Like for a Girl" estreou no número 73 na parada Hot 100 da Billboard Hot 100 de 5 de maio de 2001 e passou para o número 46 na semana seguinte, tornando-se o maior salto da semana. O lançamento do single em DVD, CD maxi e vinil levou a música a estrear no número 15 na parada Hot 100 Singles Sales, com 6,600 cópias (a maioria sendo do single em DVD). A música atingiu o número 23 na edição de 19 de maio de 2001, tornando-se o mais vendido da semana. Na mesma semana, também alcançou o topo da Dance Club Songs. No ranking de final de ano de 2001, a música ficou em número 24 noDance Club Songs. Segundo o site oficial de Madonna, uma vez que apenas um maxi single foi lançado comercialmente, dificultou o desempenho da música na  Billboard Hot 100. No Canadá, a música estreou no número 14 na parada de singles do Canadá, Canadian Singles Chart, e atingiu o pico de número dois depois duas semanas depois.
Na Austrália, "What It Feels Like for a Girl" estreou e alcançou o número seis nas tabelas da ARIA Charts, em 6 de maio de 2001, e esteve presente no top 50 por nove semanas e ficou em 84º lugar na tabela de final de ano. A faixa também alcançou o topo das paradas de dance do país. Foi certificado como ouro pela Australian Recording Industry Association (ARIA) após vender 35,000 cópias do single. A música estreou no número 50 na tabela de singles da Nova Zelândia e atingiu o pico do número 15 após seis semanas.
No Reino Unido, "What It Feels Like for a Girl" conseguiu tornar-se a terceira música do Music dentro do top-dez da UK Albums Chart — alcançando o número sete em 28 de abril de 2001. De acordo com os Official Charts Company, que vendeu 86,771 cópias no país até agosto de 2008. A música teve sucesso em toda a Europa, alcançando o top dez das paradas na Dinamarca, Espanha, Finlândia, Itália e Países Baixos. No entanto, em alguns países, "What It Feels Like for a Girl" não alcançou os vinte primeiros lugares. Na Áustria e na Suécia, a música alcançou os números 26 e 22, respectivamente, tornando-se seu single mais baixo desempenho desde "Nothing Really Matters" (1999) nos dois países. Na França, a música estreou e alcançou o número 40 na tabela francesa de singles, e desceu rapidamente. A faixa conseguiu alcançar o top 10 da parada europeia Hot 100 Singles, alcançando o número oito em 5 de maio de 2001. Foi também a música mais tocada nas rádios da Europa, mantendo a primeira posição por cinco semanas.

### Tabelas semanais
| Tabela musical (2001)               | Melhor posição |
| ----------------------------------- | -------------- |
| Alemanha (GfK Entertainment Charts) | 16             |
| Austrália (ARIA Charts)             | 6              |
| Austrália (ARIA Dance Charts)       | 1              |
| Áustria (Ö3 Austria Top 40)         | 26             |
| Bélgica (Ultratop 40 de Flandres)   | 23             |
| Bélgica (Ultratop 50 de Valônia)    | 14             |
| Canadá (Nielsen SoundScan)          | 8              |
| Dinamarca (Hitlisten)               | 9              |
| Escócia (OCC)                       | 7              |
| Espanha (PROMUSICAE)                | 1              |
| Estados Unidos (Adult Contemporary) | 27             |
| Estados Unidos (Adult Top 40)       | 24             |
| Estados Unidos (Billboard 100)      | 23             |
| Estados Unidos (Dance Club Songs)   | 1              |
| Estados Unidos (Mainstream Top 40)  | 14             |
| Europa (European Hot 100 Singles)   | 8              |
| Finlândia (IFPI Finlândia)          | 4              |
| França (SNEP)                       | 40             |
| Irlanda (IRMA)                      | 18             |
| Itália (FIMI)                       | 2              |
| Noruega (VG-lista)                  | 14             |
| Nova Zelândia (Recorded Music NZ)   | 15             |
| Países Baixos (Dutch Top 40)        | 7              |
| Países Baixos (Single Top 100)      | 16             |
| Portugal (AFP)                      | 3              |
| Reino Unido (UK Singles Chart)      | 7              |
| Romênia (Romanian Top 100)          | 3              |
| Suécia (Sverigetopplistan)          | 22             |
| Suíça (Schweizer Hitparade)         | 11             |

| Tabela musical (2001)              | Posição |
| ---------------------------------- | ------- |
| Austrália (ARIA)                   | 84      |
| Austrália (ARIA Dance Charts)      | 14      |
| Estados Unidos (Dance Club Songs)  | 24      |
| Estados Unidos (Hot Singles Sales) | 71      |
| Europe (European Radio Top 100)    | 13      |
| Reino Unido (UK Singles Chart)     | 147     |
| Romênia (Romanian Top 100)         | 43      |

| Região                                         | Certificação | Vendas  |
| ---------------------------------------------- | ------------ | ------- |
| Austrália (ARIA)                               | Platina      | 35,000^ |
| ^distribuições baseadas apenas na certificação |              |         |